# Castell d'Arundel

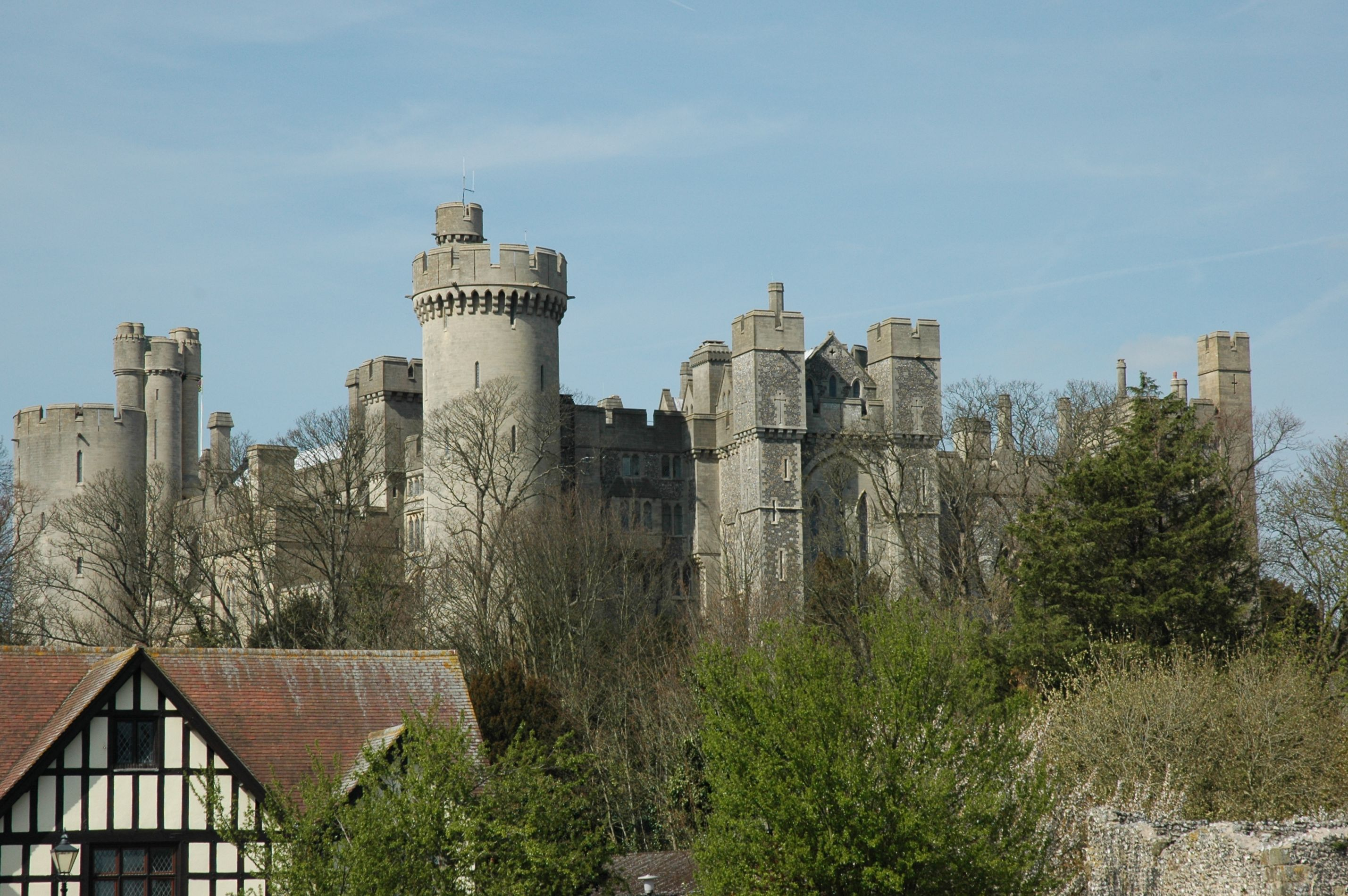
El castell des del poble

El castell d'Arundel, és un castell medieval restaurat a Arundel, West Sussex, Anglaterra.
El castell data del regnat d'Eduard el Confessor (1042-1066) i fou completat per Roger de Montgomery, al segle XI. El castell va ser danyat a la Guerra Civil anglesa i després restaurat als segles XVIII i principis del XIX per Charles Howard, 11è duc de Norfolk. A partir de la dècada de 1890, Charles Alban Buckler va fer una restauració i embelliment posterior per al 15è duc. Des del segle XI, el castell ha estat la seu dels comtes d'Arundel i dels ducs de Norfolk. És un edifici catalogat de grau I.